# Valcer br. 2
Valcer br. 2 je stavak iz Suite za varijetetski orkestar Dmitrija Šostakoviča. Često se na mnogim zapisima pogrešno navodi da je valcer iz Suite za jazz-orkestar br. 2. Valcer je postao popularan nakon korištenja u filmu "Oči širom zatvorene" (Eyes Wide Shut) Stanleyja Kubricka iz 1999. godine.

## Nastanak
Valcer br. 2 prvi put se javlja u filmu "Prvi ešalon" (ru. Первый эшелон) iz 1955. godine. Iz glazbe za film op. 99, Šostakovič je 1956. godine sastavio 11-stavačnu Suitu za zbor i orkestar op. 99a, u kojoj je 8. stavak valcer. Taj je valcer kasnije ubacio kao Valcer br. 2 u Suitu za estradni orkestar u osam dijelova (ru. Cюита для эстрадного оркестра в восьми частях). Valcer br. 2 je u suiti 7. stavak, iako je Šostakovič u partituri napisao da se stavci mogu izvoditi bilo kojim redom ili izostaviti. Suita je objavljena postumno. Na premijeri u Londonu 01. prosinca 1988. godine (Londonski simfonijski orkestar s Mstislavom Rostropovičem kao dirigentom) suita je izvedena pod imenom "Suita za jazz-orkestar br. 2" — imenom djela iz 1938. godine za koje se smatralo da je izgubljeno u 2. Svjetskom ratu. Klavirska partitura 3-stavačne Suite za jazz-orkestar br. 2 pronađena je 1999. godine i djelo je 2000. orkestrirano.
Za široku popularnost Valcera zaslužan je film "Oči širom zatvorene" Stanleyja Kubricka iz 1999. godine, u čijem se uvodu javlja Valcer br. 2. Međutim, i u filmu je pogrešno navedeno da je Valcer iz Suite za jazz-orkestar.

## O glazbi
Orkestracija: pikolo, 2 flaute, oboa, 4 klarineta, fagot, 2 alt-saksofona, 2 tenor-saksofona, harmonika,3 roga, 3 trube, 3 trombona, tuba, udaraljke, harfa, klavir gudači
Tonalitet: c-mol
Valcer je napisan u ternarnoj formi (ABA), u uobičajenom 3/4 taktu plesnog valcera s tempom Allegretto poco moderato.
Izrazita uloga puhača, kao i solističke dionice saksofona i trombona, daju djelu karakter melodije kakve su izvođene u sovjetskim cirkusima u drugoj polovici 20. stoljeća.
Trajanje valcera je oko 4 minute.